# Cidadela de Blaye

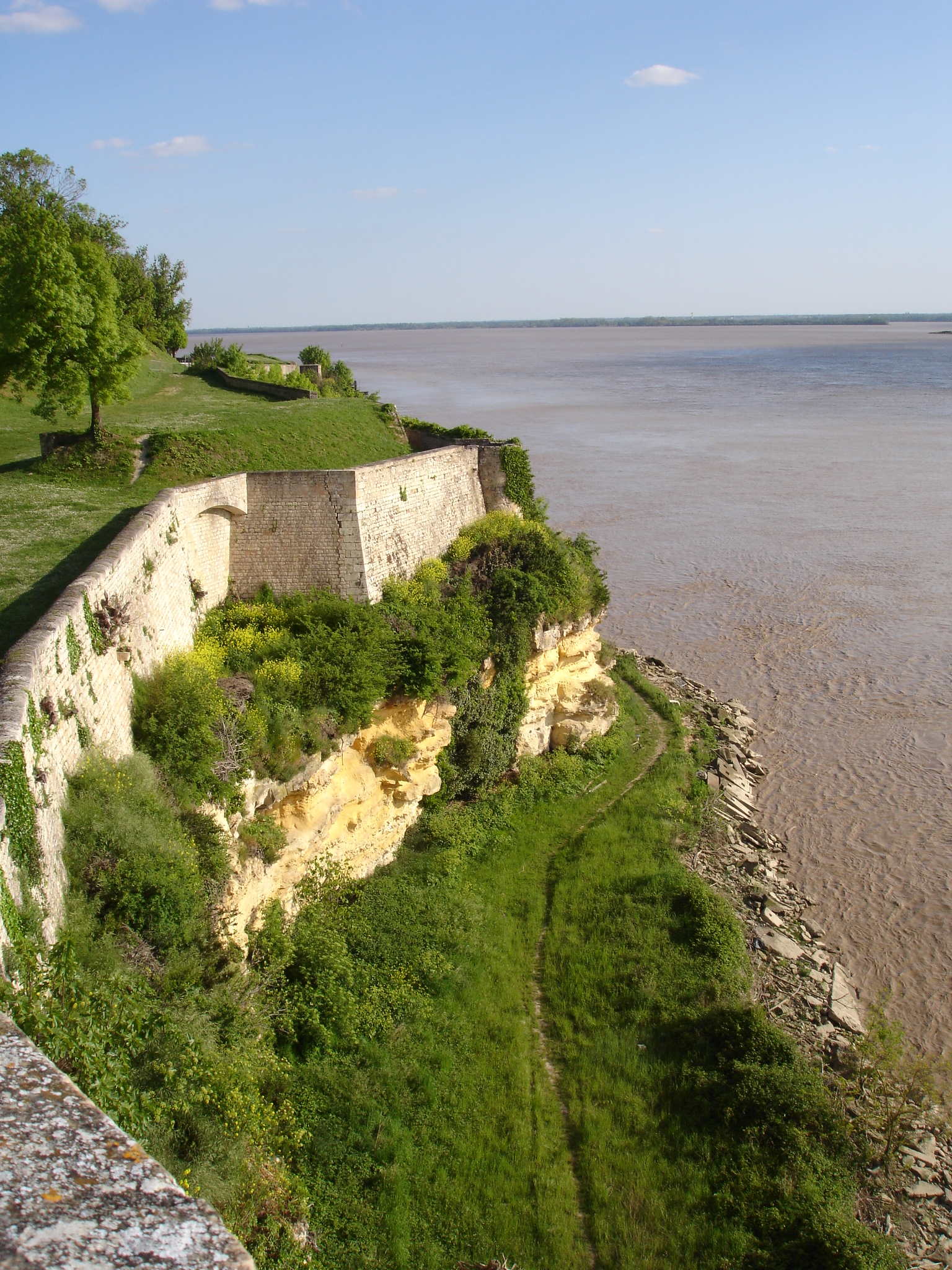
A Cidadela de Blaye dominando o estuário da Gironda.

A cidadela de Blaye é um complexo militar com 38 ha construída entre 1685 e 1689 pelo arquiteto militar François Ferry, diretor das fortificações da Guiana, sob a supervisão de Sébastien Vaudan. Localiza-se na comuna de Blaye, a norte do departamento da Gironda, em França. Forma um vasto conjunto fortificado de cortinas, com quatro baluartes e três revelins.
Concebido para proteger o porto de Bordéus, a cidadela termina com o forte Paté, na ilha Paté, e o forte Médoc, na berma oposta ao estuário da Gironda. 